# Верлан, Анатолий Иванович
Анатолий Иванович Верлан (род. 26 декабря 1943, Коротково, Кемеровская область) — советский легкоатлет, специалист по бегу на средние дистанции. Выступал за сборную СССР по лёгкой атлетике в конце 1960-х — начале 1970-х годов, чемпион Европейских легкоатлетических игр в помещении, победитель и призёр первенств всесоюзного значения. Представлял город Кемерово и спортивное общество «Труд». Тренер по лёгкой атлетике.

## Биография
Анатолий Верлан родился 26 декабря 1943 года в деревне Коротково Беловского района Кемеровской области.
Занимался лёгкой атлетикой в Кемерово, выступал за добровольное спортивное общество «Труд».
Первого серьёзного успеха на всесоюзном уровне добился в сезоне 1966 года, когда на чемпионате СССР в Днепропетровске стал бронзовым призёром в беге на 1500 метров.
В 1968 году вошёл в состав советской сборной и выступил на Европейских легкоатлетических играх в помещении в Мадриде, где вместе с соотечественниками Михаилом Желобовским и Олегом Райко одержал победу в программе эстафеты 3 × 1000 метров. Позднее на чемпионате СССР в Цахкадзоре выиграл серебряную медаль в дисциплине 1500 метров.
На чемпионате СССР 1969 года в Киеве вновь получил серебро в беге на 1500 метров, тогда как на последовавшем чемпионате Европы в Афинах остановился на предварительном квалификационном этапе.
В 1970 году завоевал ещё одну серебряную награду на дистанции 1500 метров на чемпионате СССР в Минске.
В 1971 году принимал участие в чемпионате Европы в помещении в Софии, в дисциплине 3000 метров финишировал в финале четвёртым.
Впоследствии в течение многих лет занимался тренерской деятельностью.
Ежегодно в городе Белово проводятся традиционные соревнования по лёгкой атлетике памяти чемпиона Европы Анатолия Ивановича Верлана.